# Réserve indienne de Lake Traverse
Lake Traverse est une réserve indienne habitée par des natifs Américains (Amérindiens)Sisseton-Wahpeton, une branche du groupe de la Nation Sioux. 
La réserve s'étend sur cinq comtés dans l'extrême nord-est du Dakota du Sud et dans certaines parties de deux comtés du sud-est du Dakota du Nord aux États-Unis. 
Plus de 60 pour cent de sa superficie se trouve dans le comté de Roberts dans le Dakota du Sud, mais il existe des communautés plus petites dans d'autres comtés du Dakota. 
La superficie totale est 3 754,596 km2 et la population s'élève à 11 185 habitants, dont 56,38 % de Blancs, 38,07 % de natifs Américains et 3,85 % de Métis, selon l'American Community Survey. Sa communauté la plus importante vit dans la ville de Sisseton dans le Dakota du Sud.
La réserve indienne de « Lake Traverse reservation » fut créée par le Traité de lac Traverse de 1867 qui en établit les limites territoriales. 
Les limites de la réserve s'étendent à travers trois comtés chacune dans le Nord et le Dakota du Sud. La réserve s'étend sur plus de 400 kilomètres carrés sur six comtés. Dans cette réserve, un tiers du territoire est la propriété de la tribu et les deux tiers restant par les membres des tribus. Les natifs Américains  Sioux des tribus Sisseton-Wahpeton conservent des droits sur l'environnement sous l'autorité tribale en coordination avec les lois fédérales, pour la protection des terres et des ressources au sein des limites de la réserve par le biais d'élaboration de codes et de concertation.
En 2002, Le peuple des Sisseton-Wahpeton ajouta à son appellation le mot Oyate pour se dénommer les « Sisseton Wahpeton Oyate ». En langage Sioux traditionnel Dakota, Oyate est mot qui signifie peuple ou nation.

## Démographie
| Groupe            | Lake Traverse | Dakota du Nord | Dakota du Sud | États-Unis |
| ----------------- | ------------- | -------------- | ------------- | ---------- |
| Blancs            | 56,3          | 90,0           | 85,9          | 72,4       |
| Amérindiens       | 37,3          | 5,4            | 8,8           | 0,9        |
| Métis             | 3,4           | 1,8            | 2,1           | 2,9        |
| Autres            | 3,0           | 2,8            | 3,2           | 23,8       |
| Total             | 100           | 100            | 100           | 100        |
|                   |               |                |               |            |
| Latino-Américains | 4,0           | 2,0            | 2,7           | 16,7       |

Selon l'American Community Survey, pour la période 2011-2015, 94,34 % de la population âgée de plus de 5 ans déclare parler l'anglais à la maison, 2,47 % déclare parler le dakota, 2,43 % l'espagnol et 0,75 % une autre langue.
Le revenu par habitant était en moyenne de 23 987 dollars par an entre 2012 et 2016, largement inférieur à la moyenne du Dakota du Nord (33 107 dollars), à celle du Dakota du Sud (27 516 dollars) et à la moyenne nationale (29 829 dollars). Sur cette même période, 21,3 % de la population de la réserve vivait sous le seuil de pauvreté (contre 11,2 % dans le Dakota du Nord, 14 % dans le Dakota du Sud et 12,7 % à l'échelle des États-Unis).

## Localité
- Agency Village (en)
- Claire City
- Goodwill (en)
- Lake City
- Long Hollow (en)
- New Effington
- Ortley
- Peever
- Rosholt
- Sisseton
- Summit
- Veblen
- Waubay